# Wilchowatka
Wilchowatka (ukr. Вільховатка) – wieś na Ukrainie, w obwodzie połtawskim, w rejonie połtawskim, w hromadzie Kobelaky. W 2001 liczyła 747 mieszkańców.